# Saint-Quentin-de-Baron
För andra betydelser, se Saint-Quentin (olika betydelser).
Saint-Quentin-de-Baron är en kommun i departementet Gironde i regionen Nouvelle-Aquitaine i sydvästra Frankrike. Kommunen ligger i kantonen Branne som tillhör arrondissementet Libourne. År 2022 hade Saint-Quentin-de-Baron 2 704 invånare.

## Befolkningsutveckling
Antalet invånare i kommunen Saint-Quentin-de-Baron
Referens:INSEE